# Cosmic Call
Cosmic Call var namnet på två uppsättningar interstellära radiomeddelanden som sändes från RT-70 i Yevpatoria i Ukraina 1999 (Cosmic Call 1) och 2003 (Cosmic Call 2) till olika stjärnor i närheten.
Projektet finansierades av Team Encounter. Båda sändningarna var på ~150 kW, 5,01 GHz.